# Isolement reproductif
L'isolement reproductif ou barrière reproductive désigne tout mécanisme empêchant — ou limitant fortement — l'hybridation de deux espèces habitant la même région, même lorsqu'elles sont étroitement apparentées.
On doit à Theodosius Dobjansky une tentative de classification de ces processus. Un premier niveau distingue les mécanismes qui font barrière à l'accouplement (mécanismes précopulatoires) ou à la fécondation  (mécanismes prézygotiques) de ceux qui, intervenant après la fécondation, réduisent la viabilité ou la fertilité des œufs fécondés ou des individus hybrides qui en sont issus (mécanismes postcopulatoires ou postzygotiques).
Selon Ernst Mayr, le concept d'isolement reproductif est un critère essentiel pour la définition biologique d'une espèce, et sa réalité objective, au cours de l'évolution.

## Mécanismes précopulatoires
1. Isolement écologique
  - Les milieux de vie ne sont pas les mêmes. Ce qui n'est pas un critère valide !
  - Différentes niches écologiques.
2. Isolement temporel
  - La maturité des gamètes ne se fait pas au même moment.
3. Isolement éthologique
  - La parade nuptiale d'un mâle d'une espèce ne plaira qu'à une femelle de la même espèce.
  - Si le mâle n'a pas le bon comportement, la femelle refusera de s'accoupler avec lui.
4. Isolement mécanique
5. Isolement gamétique
  - Même si une gamète mâle d'une espèce atteint une gamète femelle d'une autre espèce. Il n'y a que très peu de chance de fécondation (clé - serrure ).
  - En particulier, si les Chromosomes sont différents. Avec le même ADN, il peut y avoir répartition sur des nombres différents de paires. Par exemple 46 ou 48. La Spéciation sympatrique n'arrive généralement pas par simple dérive du génome produite par de petites mutations, mais par des "remaniements" chromosomiques qui s'établissent assez rapidement dans une population.
6. Isolement physiologique
7. Isolement anatomique
  - Les organes génitaux ne sont pas compatibles. (clé - serrure)

## Mécanismes post-copulatoires
1. Pré-zygotiques: empêchent la formation des hybrides fertiles ; n'empêchent pas le gaspillage gamétique, mais ils empêchent la formation des zygotes.
2. Post-zygotiques:interviennent après la formation des hybrides par la mortalité zygotique, l'inviabilité des hybrides stériles, inviabilité des descendants.

## Sources
- (fr) Claude Henry, Biologie des populations animales et végétales, Dunod, Paris, 2001, 709 p.  (ISBN 2100058088).
- (fr) Ernst Mayr, Populations, espèces et évolution, Hermann, Paris, 1974  (ISBN 2705657495), p. 63-93.
- (fr) M. Ridley, Évolution biologique, De Boeck & Larcier, Paris, 1997  (ISBN 2804121119), p. 405-408.
- (en) S.C. Stearns et R.F. Hoekstra, Evolution : an introduction, Oxford University Press, 2000  (ISBN 0198549687), p. 225-229.
- (fr) N.A. Campbell, Biologie, ERPI, 1995, p. 459-461.